# Marie Nicole Diédhiou
Pour les articles homonymes, voir Diédhiou.
Marie Nicole Diédhiou, née le 4 août 1979, est une lutteuse sénégalaise. 

## Carrière
Elle est médaillée de bronze dans la catégorie des moins de 75 kg aux championnats d'Afrique 1997. Elle remporte ensuite la médaille d'or dans la catégorie des moins de 68 kg aux championnats d'Afrique 1998. Médaillée d'argent dans la catégorie des moins de 68 kg aux Jeux africains de 1999, elle obtient la médaille d'or des moins de 68 kg aux championnats d'Afrique 2000 et aux championnats d'Afrique 2001 et la médaille de bronze des moins de 72 kg aux Jeux africains de 2003. Elle est médaillée d'or des moins de 72 kg aux championnats d'Afrique 2004.